# Pietro Giachino
Pietro Oliver Giachino (Oslo, 26. veljače 1995.) je norveški gimnastičar miješanog podrijetla.
Rođen je u obitelji od talijanskog oca i norveške majke. Pietro se natječe u gimnastici od 2006. godine, a već sljedeće godine postao je član norveške reprezentacije. Isto je postao dio kluba "Njård" koji je dao poticaj njegovoj karijeri: on je postigao značajan uspjeh kao član ovog poznatog norveškog kluba osvojivši medalje, uključujući i na Norveškom prvenstvu. Studirao je u privatnoj školi "Wang" s intenzivnom športskom aktivnošću. 
2014. godine je mladi gimnastičar sudjelovao na Svjetskom prvenstvu u gimnastici u kineskom gradu Nanningu. Kasnije je dobio priliku da postane prvi norveški natjecatelj koji je član talijanskog kluba Juventus (ne treba brkati s nogometnom reprezentacijom). U lipnju 2015. sudjelovao je na prvim Europskim igrama u Bakuu. Trenutno se priprema za olimpijadu u Riju, njegove moguće prve olimpijske igre, ali prvo treba uspješno predstaviti na sljedećem svjetskom prvenstvu.

## Vanjske poveznice
- Pietro priča na YouTubeu
- Europske igre 2015. Kvalifikacija na parterom na YouTubeu